# كنيسة الحبل بلا دنس (طنجة)

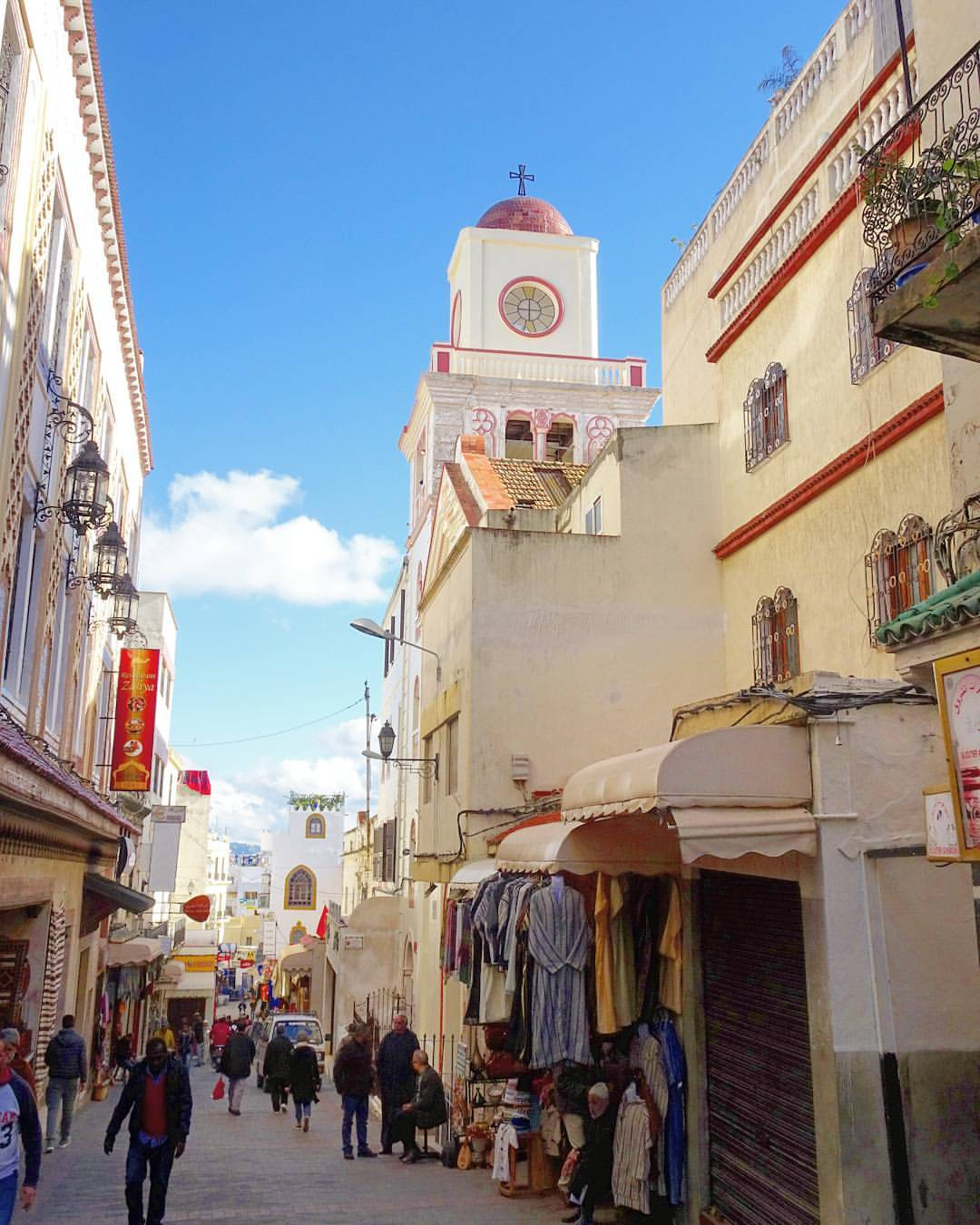
كنيسة الحبل بلا دنس في طنجة العتيقة.

كنيسة الحبل بلا دنس هي كنيسة كاثوليكية تقع في مدينة طنجة، المغرب، وتقع إلى الغرب من سكو بيتي. تقع في زنقة الصياغين بالمدينة العتيقة، وقد بُنيت من قبل الحكومة الإسبانية في عهد السلطان مولاي محمد ابن عبد الرحمن، وبدأ البناء في عام 1871، وافتتحت الكنيسة في عام 1880. وهي الكنيسة الوحيدة الموجودة داخل أسوار مدينة طنجة، وتُستخدم الكنيسة من قبل كافة أبناء المجتمع المسيحي في المدينة، فضلاً عن الدبلوماسيين الأجانب من المسيحيين، وتُدار من قبل جماعة المبشرون الخيرية الكاثوليكية.

## مواقع خارجية
- Tangier a beautiful city